# Udvaros Béla
Udvaros Béla (eredeti neve: Unger Béla) (Budapest, 1925. január 10. – Budapest, 2020. május 14.) rendező, az Evangélium Színház alapító igazgatója. Felesége: Dévay Camilla színésznő; lányuk, Udvaros Dorottya Kossuth-díjas színművésznő, a Nemzet Színésze. 2011-ben jelent meg első kötete. Címe: Shakespeare-breviárium.

## Életút
1947–1949 között a Színház- és Filmművészeti Főiskola hallgatója volt. Várkonyi Zoltán invitálására a Magyar Néphadsereg Színház ösztöndíjas rendezője lett 1951–1953 között. 1953–1954 között az Állami Déryné Színházhoz szerződött. Itt szerepelt neve először rendezőként a színlapon. Egy tájbemutatón, 1954. április 2-án Balatonfüreden debütált, Hans Sachs Paradicsomjáró diák című darabjával.
Házassága miatt, politikai retorzióként hároméves szilencium következett. Ebben az időszakban–a Népművelődési Intézet segítségével–több vállalat (Orion, Magyar Acél Művek, MOM...) színjátszó csoportjait vezette. Leghosszabb ideig–húsz évig–a MOM műkedvelőivel dolgozott. A csoport egyik emlékezetes bemutatója Illyés Gyula, Malom a Séden című drámája volt. Az 1964. április 4-én megtartott bemutatón megjelent a szerző és felesége is.
1957-ben oldódott a tiltás, és a kecskeméti Katona József Színházhoz szerződhetett. Tizenhat szezont töltött a "hírös" városban. A társulat meghatározó, sokat vállaló, kezdeményező vezető művésze volt. Nemcsak a lokálpatrióták állítják, hogy a nevével fémjelzett időszak a színház egyik legjobb korszaka volt.
1963–1967 között elvégezte az ELTE filozófia szakát.
1974-ben Radó Vilmos – egészségi okok miatt – megvált a kecskeméti színház igazgatói székétől. Ekkor, korábbi munkatársa, Lovas Edit hívására Békéscsabára szerződött. Tizenegy szezont követően - már nyugdíjasként - hagyta el a Viharsarok fővárosát.
Nyugdíjba vonulása után öt évig nem rendezett, de előadóművészként folytatta országjárását, egyszemélyes színháza több mint ezerhatszáz előadást produkált. 1959-ben Kecskeméten, a Megyei Könyvtár felkérésére tartotta első, görög művekből összeállított előadóestjét, a nagy siker hatására  fáradhatatlanul járta az országot, fellépett számos európai és tengerentúli országban is. Többek között Ady Endre, Kosztolányi Dezső, József Attila és Márai Sándor műveiből válogatott.
1990-ben, a Magyar Protestáns Közművelődési Egyesület közgyűlésén javasolta, hogy a testület támogassa egy-egy színházi előadás létrehozását. ifj. Bartók Béla és Szentágothai János, az egyesület vezetői üdvözölték az ötletet.

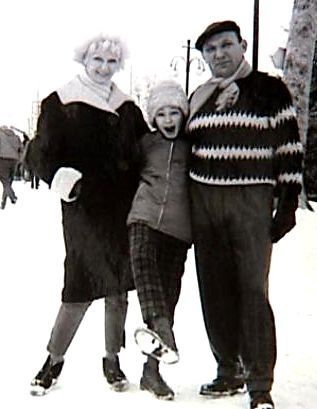
Dévay Camilla, Udvaros Dorottya és Udvaros Béla az 1960-as években

Az első premieren Gotthold Ephraim Lessing, a Bölcs Náthán című darabját adták elő. Az előadás szereplői voltak: Darvas Iván, Horváth Sándor, Rubold Ödön, Bitskey Tibor, Sunyovszky Szilvia, Venczel Vera, Fehér Anna. Safranek Károly, Pathó István, Szokolay Ottó és Pataky Jenő. A társulat kezdetben Logos, 1992-től Evangélium Színház néven működött. A művész tizennyolc éven át volt a társulat sok funkciós mentora. Évi egy-két rendezés mellett, a működtetés feltételeinek biztosítását is magára vállalta. Búcsúzóul, 2009-ben Az ember tragédiáját rendezte.
2008-ban jelent meg Párkány László könyve, melynek címe: Térdeplő Thália : Udvaros Béla második élete.

## Családja
Szülei: Unger Béla és Mautner Ilona voltak. 1954-ben ismerkedett meg Dévay Camillával. A nagy tehetségű színésznőt 1947-ben koholt vádak alapján börtönbe zárták, majd internálták. Szabadulása utáni verdikt szerint, örökre eltiltották a színpadtól. Leányuk, Udvaros Dorottya születése után összeházasodtak, melynek következményeként Udvaros Bélára is tiltás várt. 1957-ben együtt szerződhettek Kecskemétre, majd tizenhat évvel később Békéscsabára. Több mint húsz évig voltak azonos társulat tagjai. Ezalatt az idő alatt tizennégyszer alkotótársak is lehettek. Második felesége Karger Kocsis Magdó volt.

## Shakespeare-breviárium
2011 novemberében jelent meg a művész által jegyzett kötet.
A mottó, egy Petőfi idézet: "A teremtés fele Shakespeare."

„Vallomás
Hosszúra nyúlt életem, hatvanévi színházrendezői tevékenységem végén megajándékoztam magam Shakespeare-rel. Elhatároztam, hogy újra, folyamatosan elolvasom mind a 37 drámáját. Kiemelem belőlük azokat a bölcsességeket, az életszemléletből fakadó gondolatokat, amelyek révén a világkultúra egyik legnagyobb alkotója lett. Ezért választottam címként a breviáriumot, mintegy szemelvénygyűjteménye legyen a világirodalomnak...”

A kötet utolsó fejezetében, Egy Shakespeare-t szólító tanulmány olvasható. A Velencei kalmárról, 1953-ban készült elemzést a művész Pécsi Sándornak ajánlotta. Ugyanitt olvashatók Kodolányi János. a tanulmányhoz írott reflexiói is.

## Rendezései
Kecskeméti Katona József Színház
- Bródy Sándor: A tanítónő (1958. április 18.)
- Gimes Imre: Ispán Teréz (1958. október 31.)
- Ábrahám Pál: Viktória (1959. január 29.)
- Schiller: Stuart Mária (1959. február 13.)
- Leo Fall: Stambul rózsája (1959. május 6.)
- Darvas József: Kormos ég (1959. október 31.)
- Ábrahám Pál: Hawaii rózsája (1959. december 17.)
- García Lorca: Beranarda háza (1960. január 15.)
- Tabi László: Különleges világnap (1960. január 20.)
- Csehov: Három nővér (1960. február 26.)
- Victor Hugo: A királyasszony lovagja (1960. október 7.)
- Karel Čapek: Fehér kór (1961. február 24.)
- Darvas József: Hajnali tűz (1961. április 14.)
- Szimonov: A negyedik (1961. december 8.)
- Johann Strauss: Cigánybáró (1962. március 9.)
- H. Márjás Magda: Nyiss ajtót, ha kopogtatnak (1962 . június 26.)
- Madách Imre: Az ember tragédiája (1962 . október 27.)
- Willemetz-Raimond: Andalúzia (1963 . január 29.)
- Bertolt Brecht: Koldusopera (1963. május 3.)
- Huszka Jenő: Mária főhadnagy (1963. november 8.)
- Tabi László: Most majd elválik (1964. március 20.)
- Szinetár György: Fogad 3-5-ig (1964. május 15.)
- Sarkadi Imre: Elveszett paradicsom (1964. október 16.)
- Lehár Ferenc: Víg özvegy (1965. március 5.)
- Lope de Vega: A hős falu (1965. október 8.)
- Zerkovitz Béla:Csókos asszony (1965. december 10.)
- Radzinszkij: 104 lap a szerelemről (1966. február 11.)
- Gyárfás Miklós: Egérút (1966. június 24.)
- Ábrahám Pál: Viktória (1966. szeptember 30.)
- Szophoklész: Élektra (1966. október 27.)
- Shakespeare: Vihar (1967. április 7.)
- Shaw–Loewe: My fair lady (1967. október 10.)
- Lehár Ferenc: A mosoly országa (1968. március 15.)
- Ben Jonson: Volpone (1968. május 17.)
- Kövesdi Nagy Lajos: Isten véled, édes Piroskám (1968. december 6.)
- Arisztophanész: Lüszisztraté (1968. december 27.)
- Jean Anouilh: Euridiké (1969. április 25.)
- Dékány András–Baróti Géza: Dankó Pista (1969. május 9.)
- Csák Gyula: A nagy kísérlet, avagy ki menjen Afrikába (1970. január 9.)
- Shakespeare: Macbeth (1970. január 30.)
- Steffen-Knetter: Gasparone (1970. május 1.)
- Németh László: Cseresnyés (1970. október 1.)
- Boldizsár Miklós: Hérosztratosz (1971. január 16.)
- Max Frisch: Ha egyszer Hotz úr dühbe gurul (1971. január 16.)
- Ábrahám Pál: Bál a Savoyban (1971. január 29.)
- Ibsen: Nóra (1971. április 2.)
- Lehár Ferenc: Cigányszerelem (1971. december 10.)
- Shaw: Warrenné mestersége (1972. január 28.)
- Gyárfás Miklós: Dinasztia (1972. április 14.)
- Arthur Miller: Az ügynök halála (1972. december 5.)
- Gribitz: Bel Ami (1973. április 20.)

Békéscsabai Jókai Színház
- Arthur Fauquez: Toronyóra lánccal (1974. szeptember 21.)
- Örsi Ferenc: Napkirály (1974. december 13.)
- Móricz Zsigmond: Légy jó mindhalálig (1975. március 7.)
- Leonyid Rahmanov: Viharos alkonyat (1975. november 7.)
- Schiller: Ármány és szerelem (1976. február 27.)
- Ben Jonson: Volpone (1976. október 8.)
- Kertész Ákos: Névnap (1977. április 22.)
- Karnauhova-Brauszevics: Mese a tűzpiros virágról (1977. november 10.)
- Shaw: A szerelem ára (1978. április 14.)
- Csurka István: Döglött aknák (1978. november 3.)
- Eörsi István: Sírkő és kakaó (1979. március 15.)
- Jókai Mór: Az aranyember (1979. október 4.)
- Molnár Ferenc: Olympia (1980. február 15.)
- Jaroslav Vysušil: Jánosik igazságot tesz (1980. december 2.)
- Lorca: Vérnász (1981. március 27.)
- Grimm fivérek: A brémai muzsikosok (1981. november 3.)
- MGP-Udvaros Béla: Csipetnyi csabai show (1981. december 1.)
- Ábrahám Pál: Viktória (1982. május 7.)
- Kacsóh Pongrác: János vitéz (1982. október 29.)
- Valeri Petrov: Szerelmem, színház (1983. február 11.)
- Huszka Jenő: Mária főhadnagy (1983. október 21.)
- Ágoston György–G. Dénes György–Harsányi Béla: Volt már önnek szexenschusza?! (1984. február 18.)
- Pavlovits Miklós: Ördög a zsákban (1985. február 4.)
- Tennessee Williams: Orpheus alászáll (1985. február 15.)
- Szigligeti Ede: Liliomfi[14] (1985. szeptember 25.)

Evangélium Színház
- Gotthold Ephraim Lessing: Bölcs Náthán[15] (1991. október 30.)[16]
- Tamási Áron: Hegyi patak (1992. október 29.)
- Németh László: A két Bolyai (1993. április 4.)
- Wilder: Hajszál híján (1993. október 24.)
- Tamási Áron: Vitéz lélek (1994. április 3.)
- Kovách Aladár: Téli zsoltár (1994. október 29.)
- Wilder: A mi kis városunk (1995. április 23.)
- Márai Sándor: Kassai polgárok (1995. október 29.)
- Sík Sándor: István király (1996. május 18.)
- Illyés Gyula: A különc (1997. október 17.)
- Németh László: Galilei (1998. október 27.)
- Ibsen: Peer Gynt (1999. március 29.)
- Herczeg Ferenc: A híd (1999. november 21.)
- Tamási Áron: Énekes madár (2000. október 24.)
- Shaw: Szent Johanna (2001. április 8.)
- Madách Imre: Mózes (2001. október 28.)
- Robert Bolt: Egy ember az örökkévalóságnak (Morus Tamás) (2002. április 26.)
- Illyés Gyula: Fáklyaláng (2002. november 1.)
- Jean Giraudoux: Trójában nem lesz háború (2003. október 3.)
- Jeanb Anouilh: Becket vagy Isten becsülete (2004. április 4.)
- Németh László: nagy család (2005. március 20.)
- Nyirő József: A próféta (2005. október 30.)
- Hubay Miklós: Egy faun éjszakája, avagy hová lett a rózsa lelke? (2006. május 5.)
- Szabó Magda: Szent Bertalan nappala (2006. október 27.)
- Heltai Jenő: Egy fillér (2007. április 1.)
- Vörösmarty Mihály: Csongor és Tünde (2007. november 17.)
- Madách Imre: Az ember tragédiája (2009. november 6.)

Mint vendég...
- Felkai Ferenc: Őszi napsütés–Pótmama (1961. október 20.) Pest Megyei Petőfi Színpad[17]
- Gyárfás Miklós: Férfiaknak tilos (1963. június 21.) Pest Megyei Petőfi Színpad
- Tabi László: Sportol az asszony (1964. január 24.) Pest Megyei Petőfi Színpad

## Érdekességek
- Négy alkalommal szereplőként is találkozhatunk nevével a színpadon. Ezek közül kettő (Hajszál híján; A mi kis városunk) nem okozhatott gondot, hiszen rendezőt alakított.

## Könyvei
- Shakespeare breviárium; vál. Udvaros Béla; Kiadó: Rohm Sándor, ISBN 978-963-9247-50-5. (2011)
- Molière tragikuma. Bevezetés műveinek a világába; Nap, Bp., 2014 (Álarcok sorozat), ISBN 978-963-3320-33-4 (2014)
- Egy kis nemzeti színház. Az Evangélium Színház húsz éve a Duna palotában; Nap, Bp., 2015 (Álarcok sorozat), ISBN 978-963-3320-61-7
- Főrendezőm az élet. Egy 20. századi rendező képes krónikája; Nap, Bp., 2017 (Álarcok sorozat)

## Elismerései
- A Magyar Köztársasági Érdemrend tisztikeresztje (1995)
- Magyar Örökség díj (2005)
- A Magyar Érdemrend középkeresztje (2015)